# Павел Бойно-Родзевич
Павел Иванович Бойно-Родзевич (на руски: Павел Иванович Бойно-Родзевич) е руски офицер, майор в 36-ти пехотен Орловски полк, участник в Руско-турската война (1877 – 1878).

## Биография
Завършва през 1854 г. Петровския Полтавски кадетски корпус – начално военно заведение, подготвящо деца и подрастващи за военна служба в Руската императорска армия. Освободен е от Олонецкия пехотен полк, като е отправен в Дворянския полк. При избухването на Руско-турската война (1877 – 1878), участва в превземането на Шипченския проход през юли 1877 г. През декември полкът му е включен в отряда на генерал Святопалк Мирски. Като лява колона, отрядът преминава Тревненския проход и атакува от изток укрепения лагер Шипка-Щейново. Убит е на 27 декември край село Шипка в Шейновската битка. Награждаван е със Златно оръжие за храброст. 

## Паметник
На 3 км североизточно от Шейново върху тракийска могила (в близост до голямата могила Оструша) е издигнат паметник над братска могила на загиналите в Шейновската битка руски войници и офицери. Надписът гласи: БРАТСКАЯ МОГИЛА войнамъ 8-го корпуса 9-ой ДИВИЗIИ 33 пҧхот. Елецкаго полка нижнихъ чиновъ – 56, 34 пҧх. Сҧвскаго П.А.Р. полка нижнихъ чиновъ – 72, 36 пҧхот. Орловскаго полка Майоръ Павелъ Бойно Радзевичъ, Прапорщики Николай Скуляни, Порфирий Ковалевскiй, нижнихъ чиновъ – 81, 4-й СТРѢЛКОВОЙ БРИГАДЫ Штабсъ Кап. Людвигъ Богодкевичъ, Поручики Иванъ Грузевичъ – Нечай, Александръ Чекановъ, Подпоручики Вячеславъ Казанскiй, Рафаилъ Тимофеевъ, нижнихъ чиновъ – 78, 1-й Горной Батареи нижнихъ чиновъ – 3,
Миръ праху вашему Герои!

## Галерия
- Близък план на паметника край Оструша
- Братската могила край Оструша
- Карта на Шейновската битка водена от лявата колона
- Карта на Шейновската боткиа водена от дясната колона
- Картина на Шипченската битка